# Audi Snook
El Audi Snook es un vehículo de una sola rueda (es una esfera controlada por tres direcciones) que se estabiliza electrónicamente. Fue diseñado por el alemán Tilmann Schlootz, quien ganó el premio Michelin Design Award 2008 por su diseño.